# Station Waterbeach
Waterbeach is een spoorwegstation van National Rail in Waterbeach, South Cambridgeshire in Engeland. Het station is eigendom van Network Rail en wordt beheerd door Govia Thameslink Railway. 